# Goran Ljubojević
Goran Ljubojević (Osijek, 4 mei 1983) is een Kroatisch voetballer die bij voorkeur als aanvaller speelt. Hij verruilde in 2015 Balestier Khalsa FC voor Sriwijaya FC.
Ljubojević was sinds 2006 de spits van de Belgische club KRC Genk. Eind augustus 2006 werd hij overgekomen van de Kroatische topklasser Dinamo Zagreb, waar hij eerder ook speelde met landgenoot Ivan Bošnjak. Eerder speelde hij ook voor NK Osijek, nog eens Dinamo Zagreb en FC St. Gallen.
Bij Genk concurreerde hij met Kevin Vandenbergh voor dezelfde positie en kreeg de voorkeur op de Belg wanneer dat aangewezen was voor een specifieke wedstrijd.
Snel veroverde Ljubojević een basisplaats bij Genk en scoorde hij aan de lopende band, getuige hiervan de vijf opeenvolgende goals in 5 wedstrijden. Zijn teller bleef in het seizoen 2006/07 uiteindelijk steken op 11 doelpunten, waarmee hij de efficiëntste spits was in Belgische eerste klasse van dat seizoen. Ondanks dat Vandenbergh dubbel zo veel basisplaatsen veroverde, scoorde "Ljubo" evenveel doelpunten als zijn concurrent.
Bij de start van het seizoen 2007/08 liep Ljubojević een ernstige knieblessure op waardoor hij de rest van het seizoen buiten strijd was. In de terugronde van het seizoen 2008/09 viel hij enkele keren in, maar er was onvoldoende mogelijkheid om zich echt te kunnen bewijzen. Enkel korte invalbeurten of pech (zoals de wedstrijd tegen Standard Luik waar hij de keeper Davino Verhulst moest vervangen omdat deze rood kreeg) hebben er niet voor kunnen zorgen dat hij zijn plek terug kon veroveren.
In december 2009 verhuisde hij naar NK Zagreb. Daar speelde hij een half seizoen. In de zomer van 2010 transfereerde hij naar AIK Fotboll in Stockholm, waar hij meespeelde in de voorrondes van de Champions League. In januari 2011 werd zijn contract met AIK verbroken en vertrok Ljubojević naar Osijek.
In mei 2011 verlengde Ljubojević zijn contract bij NK Osijek met nog een seizoen. Ljubojević vertrok in februari 2012 zonder het seizoen af te maken bij de Bijelo-Plavi naar de Roemeense eersteklasser FCM Târgu Mureş.
Ljubojević ondertekende voor de derde keer een contract met NK Osijek in juli 2013, die hem kocht van Naft Tehran FC. Zonder het seizoen af te maken bij NK Osijek, waarbij hij acht wedstrijden speelde zonder goals, vertrok hij uit Kroatië.
Voor de tweede keer in zijn carrière vertrok Ljubojević naar een club buiten Europa, ditmaal in Singapore. De Singaporese voetbalclub Balestier Khalsa FC strikte de Kroatische aanvaller voor een onbekend bedrag. Naast Ljubojević vertrok ook Đurica Župarić naar Singapore, maar die tekende bij de concurrent Sengkang Punggol FC.

## Spelersstatistieken
| seizoen                             | club                   | land        | competitie        | wed. | goals |
| ----------------------------------- | ---------------------- | ----------- | ----------------- | ---- | ----- |
| 2003/04                             | NK Osijek              | Kroatië     | Prva HNL          | 31   | 16    |
| 2004/05                             | NK Dinamo Zagreb       | Kroatië     | Prva HNL          | 25   | 9     |
| 2005/06                             | NK Dinamo Zagreb       | Kroatië     | Prva HNL          | 11   | 1     |
| 2005/06                             | → FC St. Gallen (huur) | Zwitserland | Axpo Super League | 17   | 5     |
| 2006/07                             | NK Dinamo Zagreb       | Kroatië     | Prva HNL          | 5    | 3     |
| 2006/07                             | KRC Genk               | België      | Eerste Klasse     | 27   | 11    |
| 2007/08                             | KRC Genk               | België      | Eerste Klasse     | 4    | 1     |
| 2008/09                             | KRC Genk               | België      | Eerste Klasse     | 7    | 0     |
| 2009/10                             | NK Zagreb              | Kroatië     | Prva HNL          | 12   | 6     |
| 2010/11                             | AIK Fotboll            | Zweden      | Allsvenskan       | 11   | 2     |
| 2010/11                             | NK Osijek              | Kroatië     | Prva HNL          | 11   | 1     |
| 2011/12                             | NK Osijek              | Kroatië     | Prva HNL          | 14   | 5     |
| 2011/12                             | FCM Târgu Mureş        | Roemenië    | Liga 1            | 9    | 1     |
| 2012/13                             | Naft Tehran FC         | Iran        | Iran Pro League   | 10   | 2     |
| 2013/14                             | NK Osijek              | Kroatië     | Prva HNL          | 8    | 0     |
| 2013/14                             | Balestier Khalsa FC    | Singapore   | S.League          | 13   | 9     |
| 2014/15                             | Balestier Khalsa FC    | Singapore   | S.League          | 0    | 0     |
| 2014/15                             | Sriwijaya FC           | Indonesië   | Super League      | 0    | 0     |
| Totaal                              | Totaal                 | Totaal      | Totaal            | 215  | 72    |
| Laatst bijgewerkt op 12 maart 2015. |                        |             |                   |      |       |